# Wijkertunnel
De Wijkertunnel is een tunnel onder het Noordzeekanaal. De verkeerstunnel bevindt zich in de A9. Hij werd tussen 1993 en 1996 gebouwd om de Noord-Hollandse Velsertunnel te ontlasten, waar de A9 tot de opening van de Wijkertunnel door liep. De A9 is hiermee ook een stuk korter geworden. Voor het bestemmingsverkeer rond IJmuiden en Beverwijk is de oude A9 (hernoemd in A22) nog te gebruiken. Deze snelweg loopt nog steeds door de Velsertunnel.
De Wijkertunnel was het eerste (grote) PPS-project in Nederland. Een consortium van banken en verzekeraars (onder andere ING en de Commerzbank) heeft driekwart van de totale bouwkosten van 600 miljoen gulden (272 miljoen euro) betaald. In ruil daarvoor betaalt de Nederlandse overheid dertig jaar lang tol voor elk voertuig door de tunnel. Dit principe wordt schaduwtol genoemd. Het gebruik van de tunnel is hoger dan de eerste prognoses uitwezen, zodat de overheid hoogstwaarschijnlijk voor de complete 30 jaar een kleine 1 miljard euro aan tol kwijt zal zijn.

## Bouwmethode

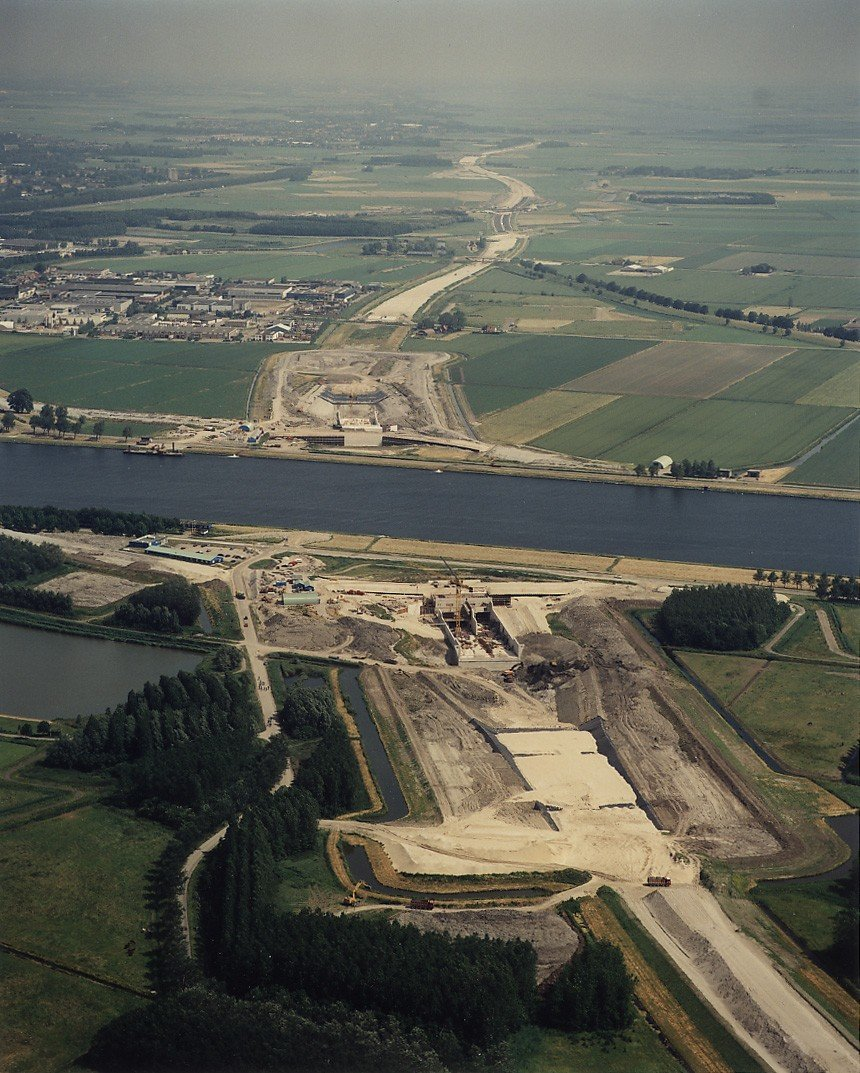
De Wijkertunnel in aanbouw.

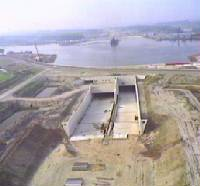
Inrit van de tunnel tijdens de bouw
(bron: https://web.archive.org/web/20120726182346/http://www.beeldbankvenw.nl/)

De Wijkertunnel is van gewapend beton gemaakt, en bestaat uit twee tunnelbuizen. Tussen deze twee buizen zit een middeltunnelkanaal, waar kabels en leiding door lopen en dat dienstdoet als vluchtkanaal. De twee verkeersbuizen zijn voorzien van twee rijstroken en een vluchtstrook. De totale lengte, inclusief toeritten, is circa 2000 meter. De lengte van het gesloten gedeelte, 680 meter, is bepaald door een aantal randvoorwaarden: diepteligging, secundaire wegen en eisen van het verkeer zoals hellingen. Het diepste punt van het wegdek ligt op 24,50 meter onder NAP, zodat grote zeeschepen de haven van Amsterdam kunnen blijven bereiken.
Het afgezonken gedeelte van de tunnel is 574 meter. Aan beide zijden van dit gedeelte bevindt zich nog 50 meter gesloten, in-situ gestorte tunnel. Om extreme grondbelasting op de tunnel te voorkomen, zijn beide oevers landinwaarts verlegd ten opzichte van de oorspronkelijke situatie.
In de lente van 1993 is begonnen met de bouw van de tunnel door te beginnen met de toeritten. Tegelijkertijd zijn in het Bouwdok Barendrecht de tunnelelementen gebouwd. Deze elementen zijn elk ongeveer 93 meter lang. In 1995 werd in periodes van twee weken steeds een element over de Noordzee vervoerd en in de speciaal uitgebaggerde geul in het Noordzeekanaal afgezonken.
De toeritten van de Wijkertunnel zijn als twee droge bouwputten gegraven. Op de bodem van deze putten ligt kunststoffolie, afgedekt met grond en via thermische lassen verbonden met de betonvloer onder het wegdek. Twee kanteldijken aan de toeritten (bedoeld om bij een lek in de tunnel het omliggende land niet te laten volstromen) completeren het geheel. Door de kanteldijken en de folie zijn de inrit- en uitritconstructie feitelijk een polder geworden.
Om de verkeerssituatie te controleren is direct naast de Wijkertunnel het controlegebouw de Wijde Blik (verkeerscentrum Noord-West Nederland) gebouwd, een van de vijf regionale verkeerscentrales die Rijkswaterstaat beheert. Naast de Wijkertunnel waakt deze controlepost ook over de Velsertunnel, de Schipholtunnel, de Zeeburgertunnel, de Gaasperdammertunnel, de Coentunnel en alle aanliggende weggedeelten in Noord-Holland en Flevoland.